# Chemin du Bord-du-Lac
Le chemin du Bord-du-Lac est une voie scénique reliant les municipalités de l'Ouest-de-l'Île en longeant le lac Saint-Louis.

## Situation et accès
L'artère fait au total 20 kilomètres et débute comme continuité de la rue Sainte-Anne à Sainte-Anne-de-Bellevue à l'intersection de la rue Maple. Tout de suite après le Collège John Abbott, le chemin entre à Baie-D'Urfé sous le nom de chemin Lakeshore (Bord-du-Lac en anglais). Ensuite, il continue à Beaconsfield comme boulevard Beaconsfield avant qu'il traverse Pointe-Claire et Dorval sous le nom de Chemin du Bord-du-Lac-Lakeshore pour se terminer aux limites de Lachine, ou il devient le boulevard Saint-Joseph.

## Origine du nom

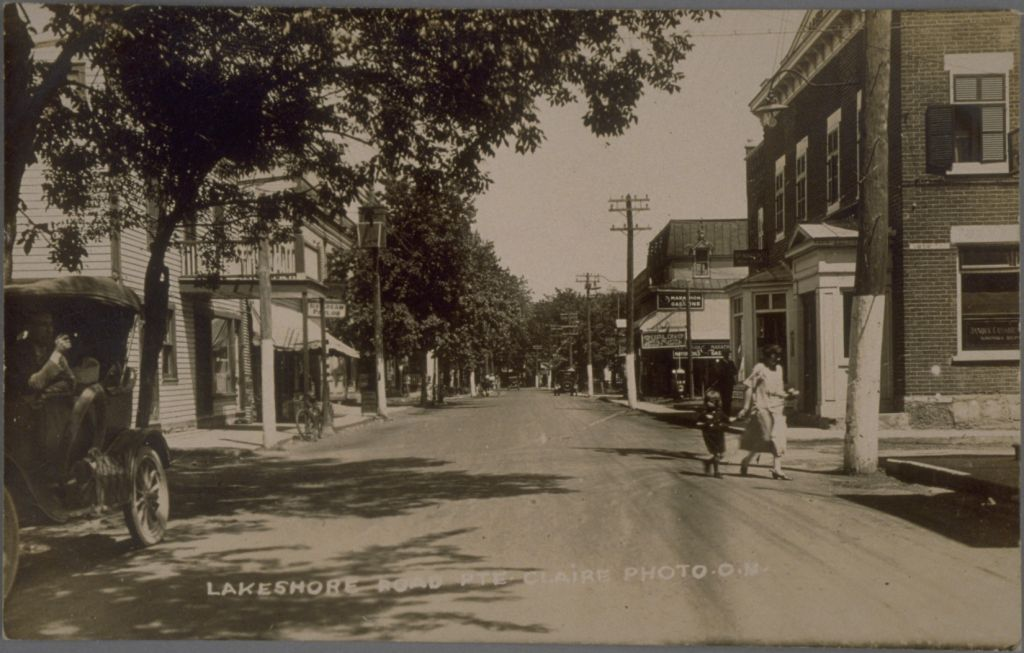
Carte postale, chemin du Bord-du-Lac à Pointe-Claire, vers 1925

Il est nommé en l'honneur du lac Saint-Louis. duquel il borde les berges sur toute sa longueur. 

## Bâtiments remarquables et lieux de mémoire
- Galerie d'art Stewart Hall (1916)